# Roscoe (Texas)
Roscoe é uma cidade localizada no estado norte-americano de Texas, no Condado de Nolan.

## Demografia
Segundo o censo norte-americano de 2000, a sua população era de 1378 habitantes.
Em 2006, foi estimada uma população de 1274, um decréscimo de 104 (-7.5%).

## Geografia
De acordo com o United States Census Bureau tem uma área de
4,9 km², dos quais 4,9 km² cobertos por terra e 0,0 km² cobertos por água.

## Localidades na vizinhança
O diagrama seguinte representa as localidades num raio de 36 km ao redor de Roscoe.